# Adetomyrma
Adetomyrma is een recent ontdekt geslacht van mieren die endemisch zijn op Madagaskar. De mieren werden in 1994 voor het eerst beschreven maar bleven grotendeels onopgemerkt tot de ontdekking van de eerste kolonie in 2001.

## Soorten
De volgende soorten zijn bij het geslacht ingedeeld:
- Adetomyrma aureocuprea
- Adetomyrma bressleri
- Adetomyrma caputleae
- Adetomyrma cassis
- Adetomyrma caudapinnigera
- Adetomyrma cilium
- Adetomyrma clarivida
- Adetomyrma goblin
- Adetomyrma venatrix  met uitsterven bedreigd[2].

## Draculamier
De mierensoorten in de onderfamilie Amblyoponinae worden draculamieren genoemd. Deze naam danken ze aan hun unieke manier van voeden. De Draculamier doet namelijk aan niet-destructief kannibalisme.
Bij gewone mieren zien we dat vast voedsel door de werksters overgedragen wordt aan de larven, die het voedsel verteren en een deel ervan uitbraken. Dit braaksel dient dan als voeding voor de volwassen mieren van de kolonie, die zelf niet in staat zijn vast voedsel te verteren.
Volwassen draculamieren kunnen eveneens geen vast voedsel verteren, en zijn dus ook aangewezen op hun larven voor vertering. Deze braken het voedsel echter niet uit. De werksters schrapen de huid van de larven tot die beginnen te bloeden. Dat bloed wordt dan door de werksters opgezogen. Zij braken een deel weer uit voor de koningin, zodat ook zij zich ermee kan voeden.
De larven gaan niet dood; ze herstellen zich en volgroeien uiteindelijk, vandaar de term niet-destructief kannibalisme.

## Missing linktussen mier en wesp?
Het geslacht Adetomyrma is van groot wetenschappelijk belang omdat het de stelling kracht bijzet dat mieren en wespen sterk verwant aan elkaar zijn. Wespen zouden voorouders zijn van de mieren, een groep die zich 70 à 80 miljoen jaar geleden afsplitste. De draculamier zou een tussenvorm kunnen zijn, die buiten Madagaskar uitgestorven is.
Vermoedens hierover worden gevoed door de bouw van de draculamier: bij de gewone mier is de thorax met het abdomen verbonden via 2 à 3 dunne gewrichtjes. Bij de draculamier is dit met slechts één gewricht, net als bij wespen. Dit maakt de draculamier minder wendbaar dan de gewone mier, een mogelijke reden voor zijn verdwijning buiten Madagaskar.